# Kostel Saint-Louis-en-l'Île
Kostel Saint-Louis-en-l'Île (neboli svatého Ludvíka na ostrově) je katolický farní kostel na ostrově svatého Ludvíka v Paříži ve 4. obvodu na křižovatce ulic Rue Saint-Louis-en-l'Île a Rue Poulletier. Kostel byl postaven v několika etapách v letech 1624-1726. Zdejší farnost zahrnuje celý ostrov, část ostrova Cité a bývalý ostrov Louviers (část mezi dnešním Boulevardem Morland a Seinou) a je jednou z nejmenších v Paříži.

## Historie
Kostel je zasvěcený svatému Ludvíkovi, který vládl jako král Ludvík IX., a který se na ostrově Vaches, ze kterého vznikl dnešní ostrov, se svými rytíři modlil v roce 1249 před křížovou výpravou do Palestiny.
V roce 1614 král Ludvík XIII. pověřil architekta Christopha Marie, generálního dodavatele mostů ve Francii rozparcelovat ostrov. Ten vytyčil ulice a spojil ostrov s pravým břehem mostem, který nese jeho jméno. V roce 1623 byla na žádost zdejších obyvatel postavena kaple a v červenci téhož roku byla založena samostatná farnost zpočátku pod jménem Notre-Dame-en-l'Île. Od roku 1634 se nazývá Saint-Louis.
Kvůli nárůstu obyvatel bylo 10. prosince 1642 rozhodnuto zbořit starý svatostánek a vybudovat větší farní kostel. Architekt François Le Vau (1613-1676) byl pověřen vypracováním plánů. Z finančních důvodů byly ovšem stavební práce zahájeny až v roce 1656. Základní kámen chóru položil 1. října 1664 pařížský arcibiskup Hardouin de Péréfixe a oltář vysvětil 20. srpna 1679 arcibiskup François de Harlay. Když architekt Le Vau v roce 1676 zemřel, práci dokončil Gabriel Le Duc, jeden z architektů Val-de-Grâce. Zpočátku byl chór spojen nedokončeným transeptem se starým kostelem a sloužil jako prozatímní loď. Dne 2. února 1701 bouře zničila střechu staré budovy a usmrtila několik věřících. Gabriel Le Duc zemřel v roce 1702, po něm pokračoval v práci Pierre Bullet, kterého vystřídal Jacques Doucet. Pro získání prostředků na dostavbu byla s povolením krále vypsána veřejná loterie a ještě roku 1702 byl položen základní kámen hlavní lodi. Ta byla dokončena až v roce 1723 a transept s kupolí definitivně v roce 1725. Dne 14. července 1726 kostel vysvětil biskup z Grenoble Jean Collet.
V roce 1791 za Francouzské revoluce byl kostel zrušen. Zařízení bylo vyrabováno, sochy rozbity, kovové předměty zaslány do Pařížské mincovny. Dochovala se jen socha svaté Geneviève a socha Panny Marie. Kostel sloužil jako sklad knih a v roce 1798 byl prodán soukromníkovi za 60 000 franků.
V roce 1805 zde sloužil mši papež Pius VII., který přijel do Paříže korunovat Napoleona. V roce 1817 odkoupilo kostel město Paříž.
Od roku 1915 je budova chráněna jako historická památka.

## Architektura

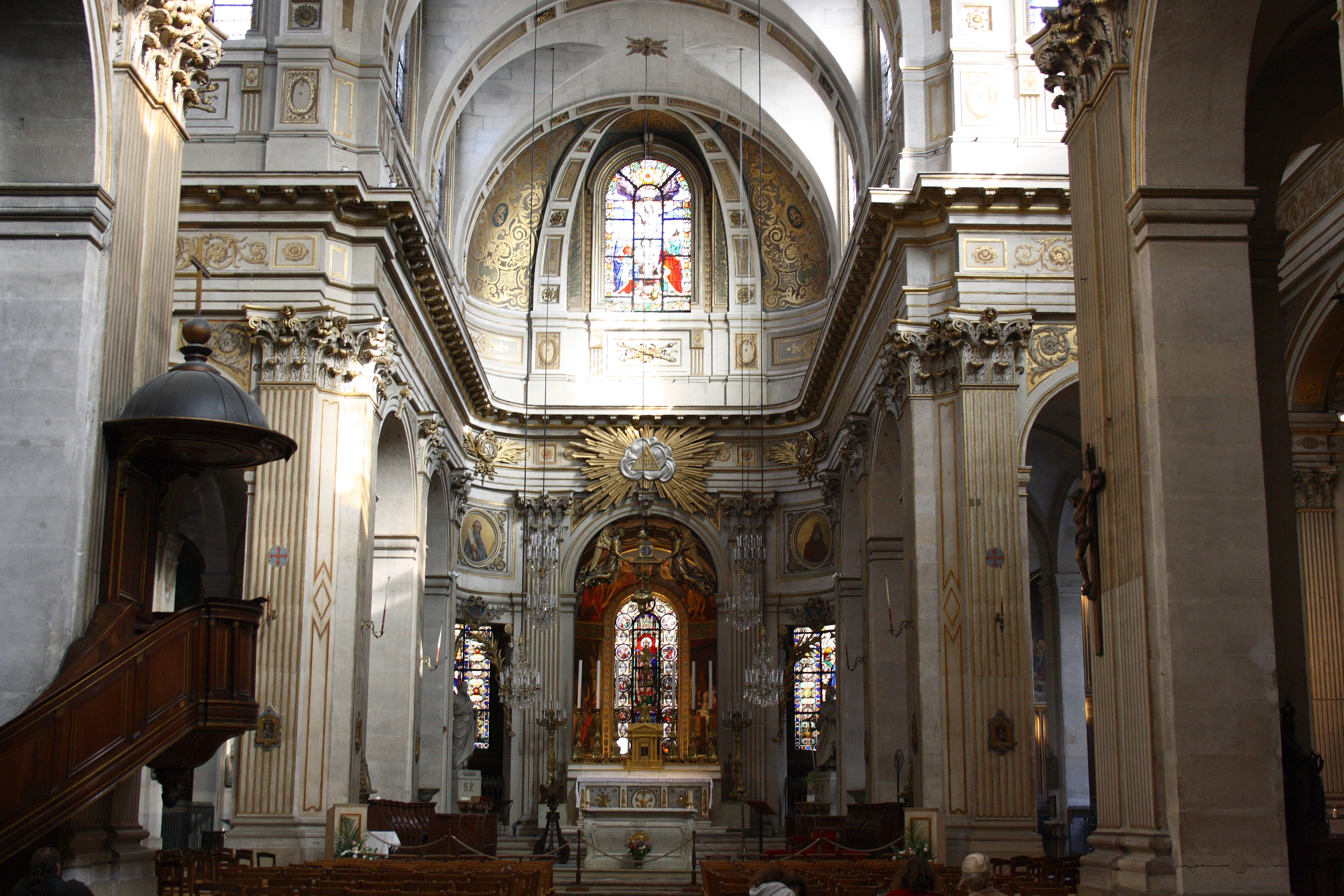
Interiér hlavní lodi kostela

Kostel je 60 metrů dlouhý a 30 m široký. Barokní styl byl několikrát doplněn úpravami v 18. a 19. století. Zvonice byla v roce 1740 zničena bleskem a v 1765 byla nahrazena současnou věží třicet metrů vysokou. Ta má tvar obelisku s mnoha otvory, aby lépe odolávala větru na ostrově.
Vnitřní výzdobu kostela provedl Jean-Baptiste de Champaigne (1631-1681). Výzdoba byla původně provedena ve střízlivém stylu, veškeré současné zlacení pochází až z 19. století. V roce 1744 François-Henri Lescop instaloval varhany. Nové varhany byly instalovány v roce 2005.